# Chetosteroide monoossigenasi
La chetosteroide monoossigenasi è un enzima appartenente alla classe delle ossidoreduttasi, che catalizza la seguente reazione:
chetosteroide + NADPH + H+ + O2 ⇄ estere steroideo /lattone + NADP+ + H2O
progesterone + NADPH + H+ + O2 ⇄ testosterone acetato + NADP+ + H2O
androstenedione + NADPH + H+ + O2 ⇄ testololattone + NADP+ + H2O
17α-idrossiprogesterone + NADPH + H+ + O2 ⇄ androstenedione + acetato + NADP+ + H2O
Si tratta di un singolo enzima contenente FAD che catalizza tre differenti reazioni di una monoossigenasi (ossidazione di Baeyer-Villiger). L'esterificazione ossidativa di un certo numero di derivati del progesterone per produrre il corrispondente estere 17α-idrossisteroide 17-acetato, come il testosterone acetato, viene mostrata nella seconda reazione. La lattonizzazione ossidativa di un certo numero di derivati dell'androstenedione per produrre il 13,17-secoandrosteno-17,13α-lattone, come il testololattone, viene mostrata nella terza reazione. La quarta reazione è invece il taglio ossidativo della catena laterale 17β del 17α-idrossiprogesterone per produrre androstenedione ed acetato. 
La seconda reazione è anche catalizzata dalla progesterone monoossigenasi (numero EC 1.14.99.4), mentre la terza e la quarta corrispondono a quelle catalizzate dalla androst-4-ene-3,17-dione monoossigenasi (numero EC 1.14.99.12). Non è da escludere che queste due reazioni siano catalizzate da un enzima unico in specifici tessuti.